# Le Messager des Chambres

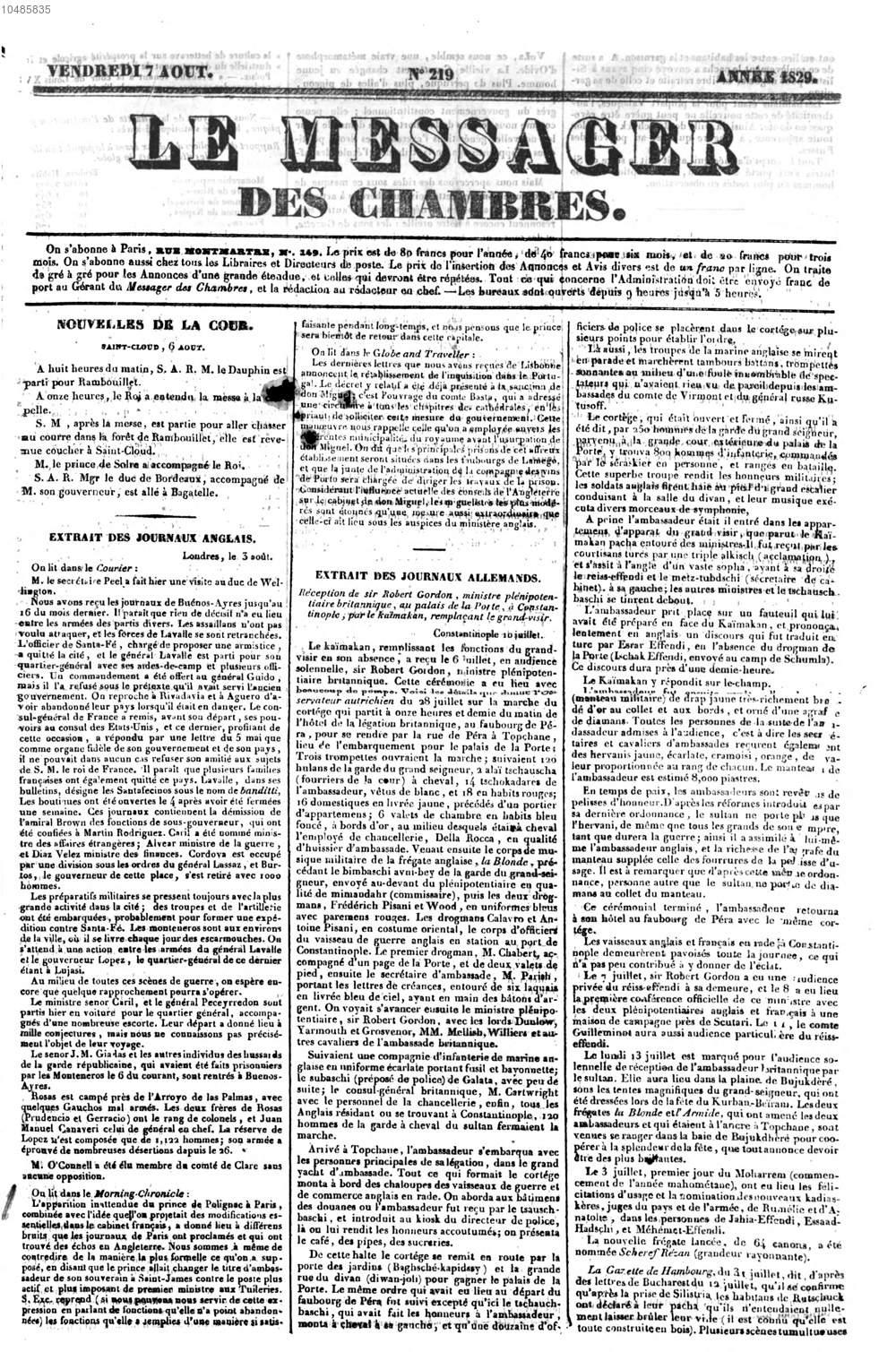
Reproduction de la une du 7 aout 1829.

Le Messager des Chambres était un journal français dont le créateur est le vicomte de Martignac, ultra-royaliste qui s'engagea contre les lois sur la censure sous la Monarchie de Juillet. Le journal a au moins existé de 1828 à 1852.
Quelques pigistes : Charles Rabou (1803-1871), les sténographes Hippolyte Prévost et Augustin Grosselin, Hippolyte Lamarche.
En 1827, l'historien Jean-Baptiste Honoré Raymond Capefigue devient l'éditeur du journal. Aux environs de 1840, le journal a été racheté par Alexandre Joseph Colonna, comte Walewski.